# 霍默斯多夫
霍默斯多夫（德語：Hormersdorf，發音：[ˈhɔʁmɐsˌdɔʁf]）是德国萨克森州厄尔士山县曾经的一个市镇，总面积11.32平方千米，2011年12月31日总人口为1,548人。2013年1月1日，霍默斯多夫并入市镇茨沃尼茨。